# 大谷資料館
大谷資料館是一座位於日本栃木縣宇都宮市大谷町的博物館，座落於大谷石地下採掘場跡的遺址上，該採石場面積達20,000多平方米。並主以介紹當地地質以及從江戶中期至昭和期間，開採大谷石的歷史、運輸道具與方法等資料。

## 沿革
大谷石是栃木縣宇都宮市大谷町附近地區採掘，由岩漿和火山灰演化而成的流紋岩角礫凝灰岩，屬火成岩的一種，具有易切割、耐腐蝕的特性。自古墳時代，大谷石因其加工用處而廣泛用於製作石棺。到了8世紀，大谷石更被用於下野國分寺和下野國分尼寺的基石、地覆石和隔板石。平安時代，宇都宮市大谷寺的本尊千手千眼觀世音菩薩及其他摩崖佛像均是製作的典範。
根據資料館官方網站的記載，大谷石地下採掘場空間於1919年（大正8年）完工，1943年時，由大日本帝國陸軍將地下空間改建為陸軍糧秣廠和被服廠的秘密倉庫。1945年，採掘場成為中島飛行機公司（後來富士重工業，現為速霸陸）生產四式戰鬥機的地下軍工廠。
第二次世界大戰結束後，1969年，由於其年平均氣溫約8度左右，該空間被用作政府儲藏陳年米的倉庫。直至1979年大谷資料館成立後，地下採礦場才對外向民眾開放參觀。自1981年舉辦了東京長笛合奏團學院音樂會後，該博物館此後經常舉辦許多文化活動，如音樂會、能剧、電影會、戲劇表演、美術展、舞蹈表演和研討會，同時也成為電影、動畫、電視劇、電視廣告和觀光業宣傳影片的外景拍攝地點。

## 展覽
大谷資料館的地下採掘場遺址目前共開放面積達2萬平方公尺（140公尺×150公尺）的空間，並共以五個展覽作為館舍展示主題。
- 大谷的地質：以大谷石的分佈、成因和特徵等作為解說。[8]
- 大谷石的採礦方法和採礦形式：共介紹大谷石的兩種採掘方法：「平場掘」和「垣根掘」。 並透過這兩種採掘方法的結合，形成「露天掘」、「坑內掘」等採掘場形態，進行的採石作業。[9]
- 採掘場遺址：採掘場遺址被稱為「未知的空間」。 並在石壁上留下了手工開採時代的鎬痕，該空間通常作為活動會場使用。[10]
- 大谷石的搬運與運輸的變化：主展示非機械化時代中運輸石材的方式，自筏、馬背、馬車、礦車發展到鐵路和卡車不等的重點展覽。[11]
- 手工開採時代的採礦：主介紹從江戶時代中期開始大規模採掘，到1960年（昭和35年）左右機械化前使用的工具。包括鎬、背負工具及介紹採礦的方法。[12]
- 機械化時代的採礦：主介紹從機械化時代期間使用的工具。包括展示能夠進行垣根掘、平場掘、裁切和裝飾加工等多種採礦和加工操作的機械設備。[13]

當前資料館於每年選定作為大谷節的會場，並在地下空間舉辦投影映射等活動。

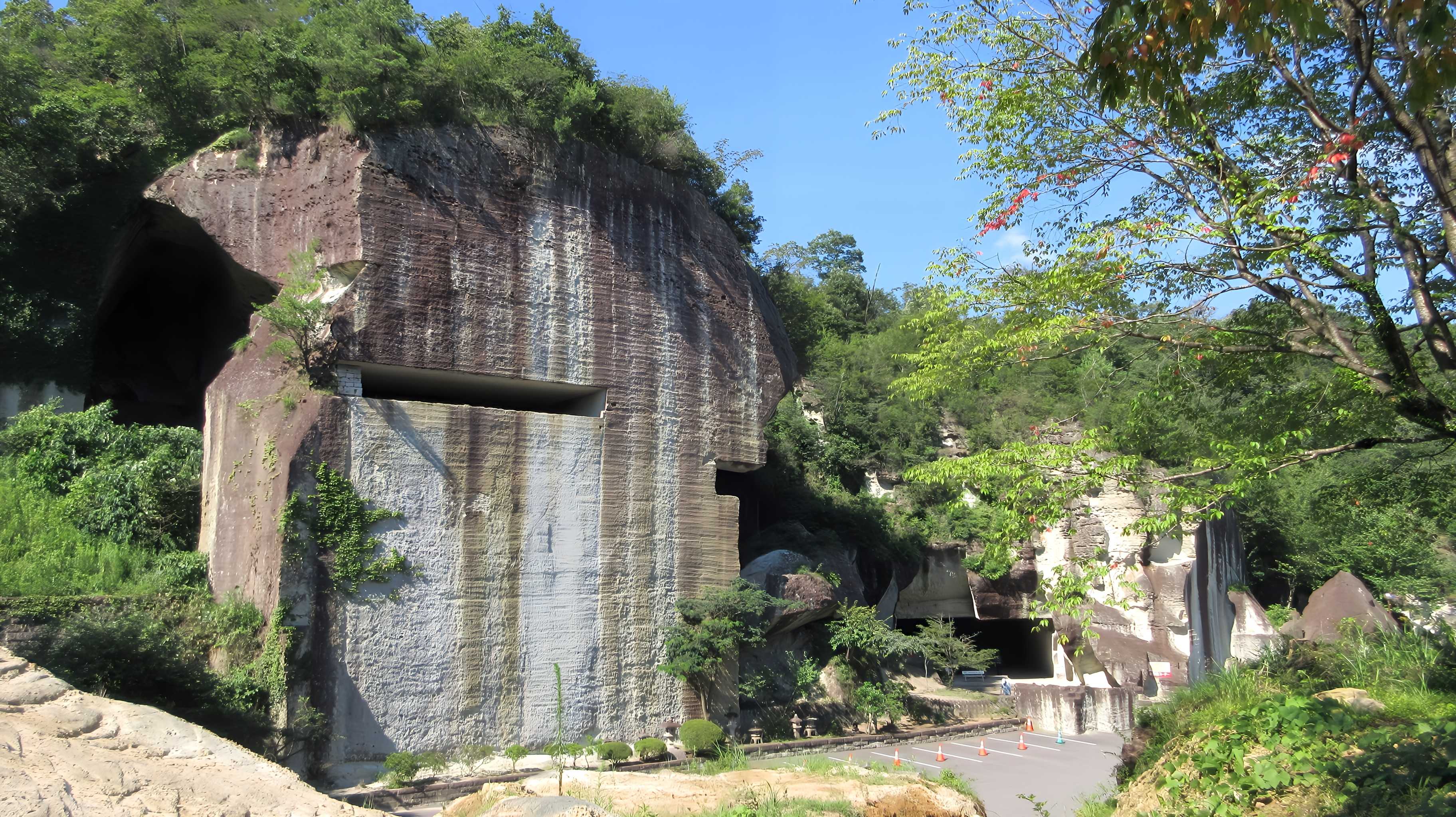
資料館周圍的埯體設施
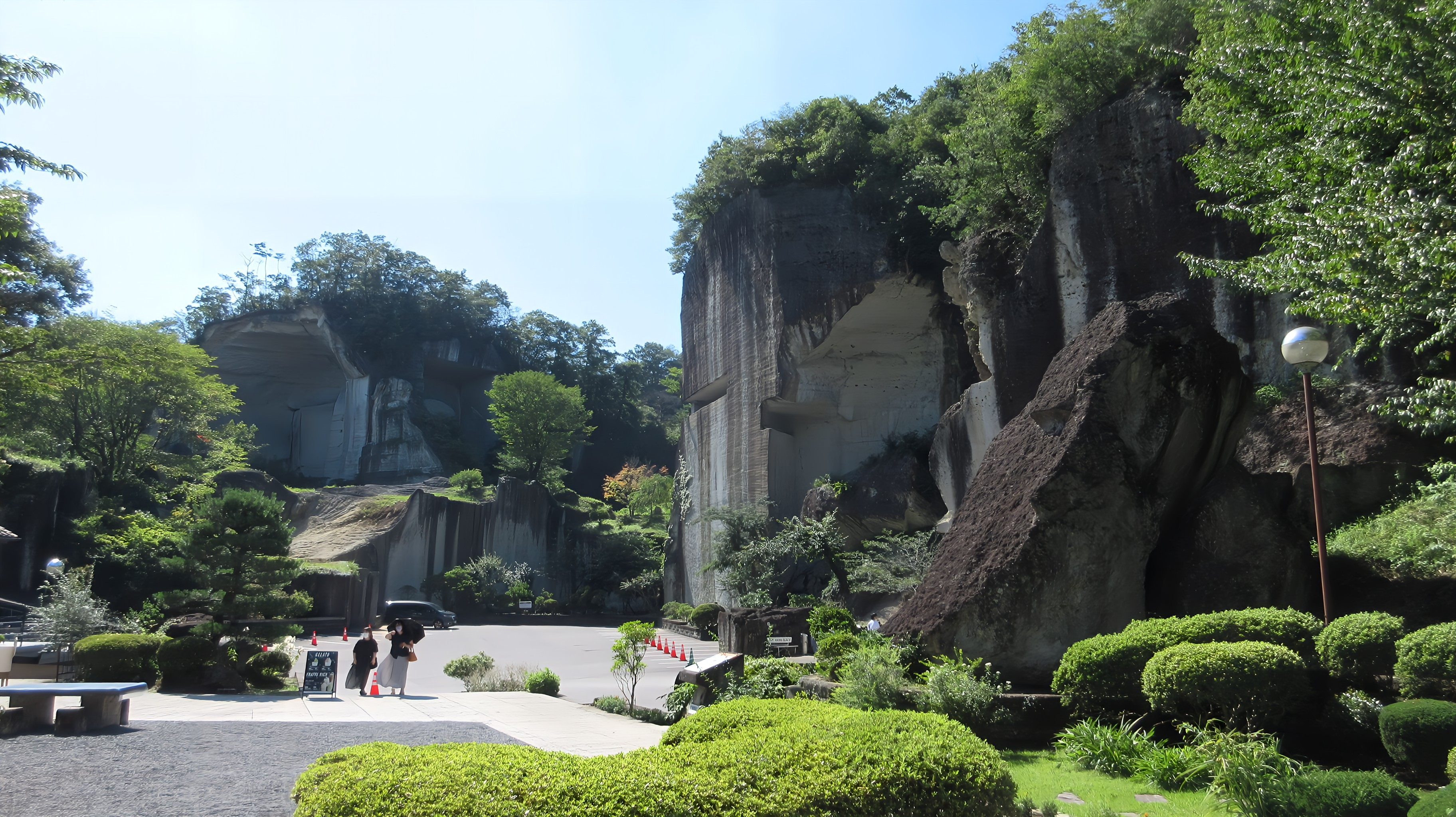
資料館周圍的埯體設施
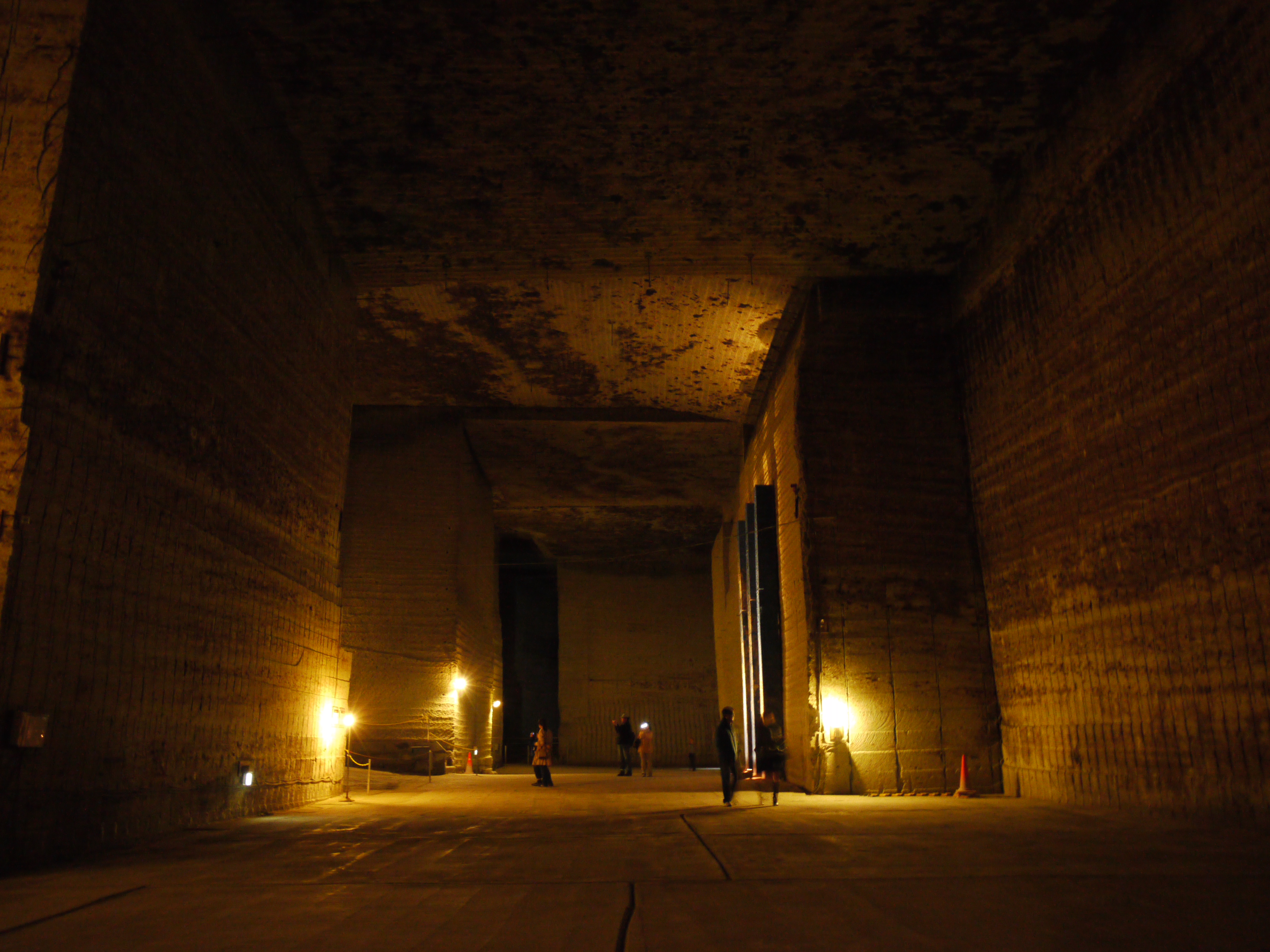
地下採掘場遺址
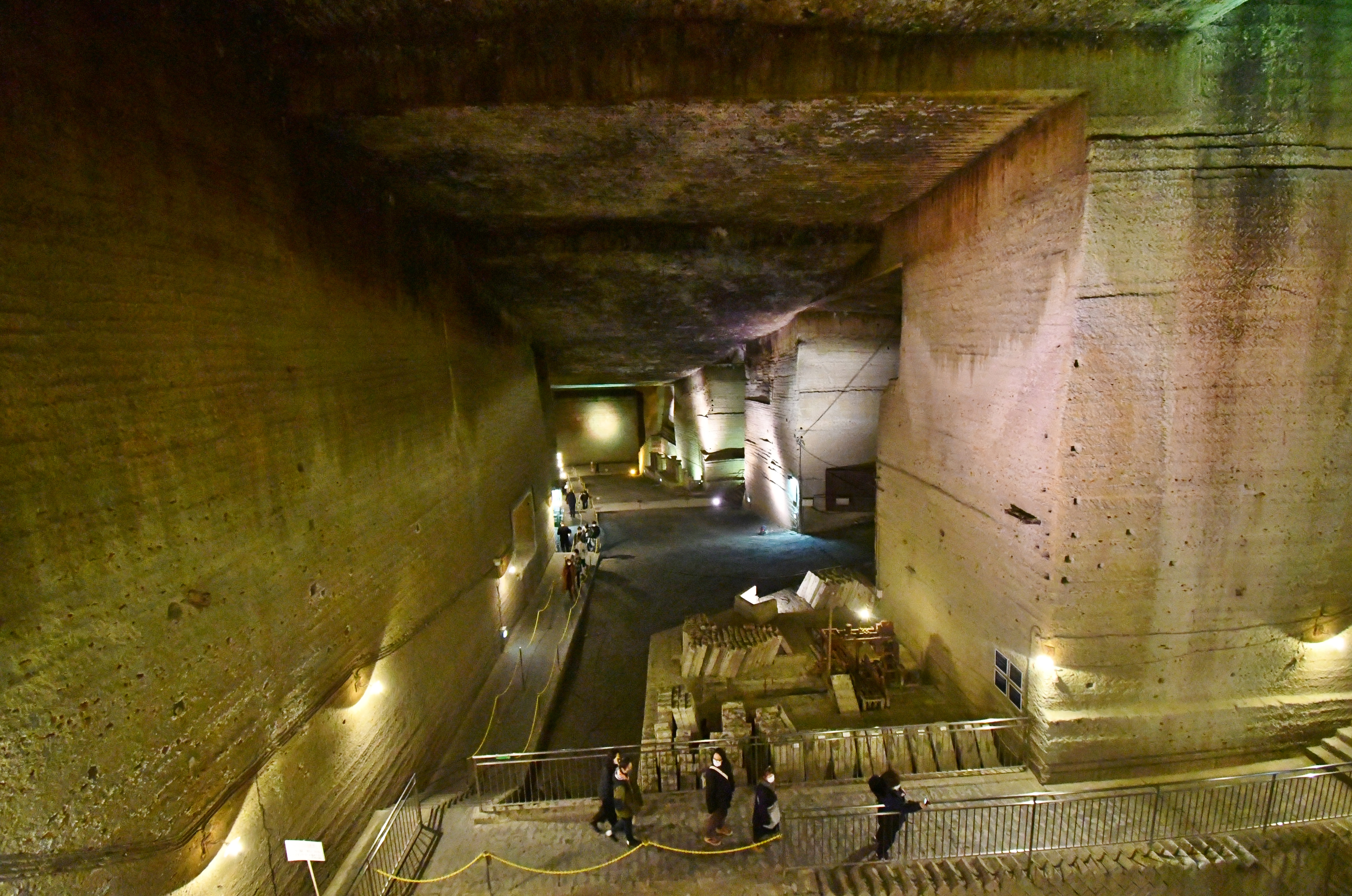
地下採掘場遺址

## 營運
- 入口開放時間：4月至11月期間為9時至17時（最後入場時間為16時30分），12月至3月期間為9時30分至16時30分（最後入場時間為16時）。
- 休館日：12月至3月期間，每週二休館。（若週二為假日，則翌日休館）

4月至11月期間，無休（可能會有臨時休館）。

## 另見
- 綠色凝灰岩（日语：グリーンタフ）
- 東武大谷線（日语：東武大谷線）
- 大谷觀音（日语：大谷磨崖仏）
- 日本民藝館

## 外部連結
- 大谷資料館 （页面存档备份，存于）
- NPO法人 大谷石研究会 （页面存档备份，存于）
- 大谷石材協同組合 （页面存档备份，存于）